# هانسل وغريتل

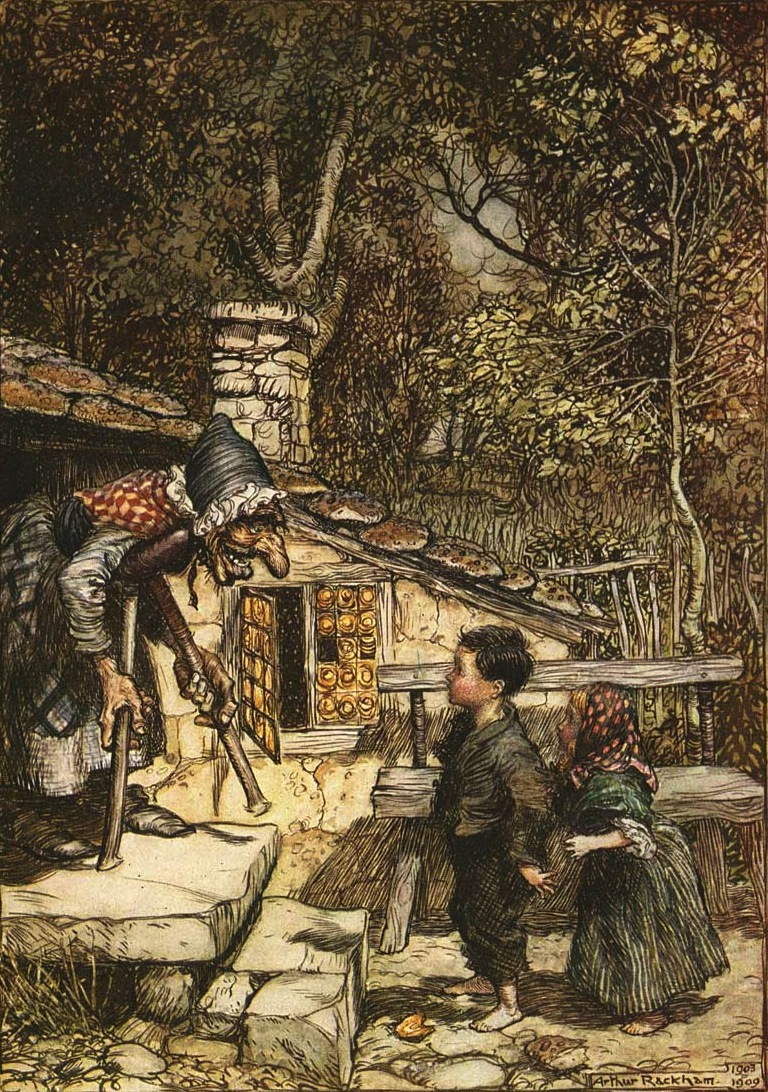
رسم لآرثر راكهام، 1909

هانسل وغريتل أو بيت الحلوى حكاية خيالية مشهورة للأطفال، دوَّنها الأخوان غريم الألمانيين.

## ملخص القصة
تروى القصة أحداث حياة طفلين هانسل (الصبي) وغريتل (الفتاة) يتيمي الأم، والدهما حطّاب فقير طيب، وزوجة أبيهما شريرة تريد التخلص منهما بحجة أنهم فقراء وغير قادرين على رعاية طفلين.
تذهب بهما زوجة والدهما إلى غابة بعيدة وتتركهما هناك ضائعين، حتى يجد الطفلان منزلاً على شكل طعام وحلويات، فيندفعان إليه، يجدان فيه عجوزاً شمطاء طاعنة في السن، تطعمهما ما لذ وطاب من الطعام حتى يناما.
في اليوم التالي يكتشف الطفلان أن هذه العجوز الطيبة ما هي إلا ساحرة شريرة تستدرج الأطفال إلى منزلها، فتحتجزهم وتطعمهم جيداً حتى يصبحوا ممتئلي الحجم، حتى يصبحوا جاهزين لأن تأكلهم.
تحتجز العجوز الصبي هانسل حتى يصبح طفلاً سميناً، في حين تجبر اخته غريتل على تحضير الطعام الذي تُطعمه لفريستها هانسل، إلا أنهما يتفقان على الإيقاع بها وينجحان في استدراجها إلى الفرن الذي كانت تحضره لشيّ هانسل ويتخلصان منها.
يتمكن من هانسل وغريتل من أخذ الكثير من مجوهرات العجوز ويعودا بها إلى منزل والدهم، وقد أصبحوا أغنياء.